# Jan Eriksson (voetballer)
Jan Eriksson (Sundsvall, 24 augustus 1967) is een voormalig betaald voetballer uit Zweden, die speelde als verdediger gedurende zijn carrière. Hij speelde clubvoetbal in Zweden, Zwitserland, Duitsland, Engeland en de Verenigde Staten. In 1992 werd hij verkozen tot Zweeds voetballer van het jaar, als opvolger van Anders Limpar.

## Interlandcarrière
Eriksson speelde 35 keer voor de nationale ploeg van Zweden, en scoorde vier keer in de periode 1990-1994. Onder leiding van bondscoach Olle Nordin maakte hij zijn debuut voor de nationale ploeg op 16 februari 1990 in de vriendschappelijke uitwedstrijd tegen de Verenigde Arabische Emiraten, net als aanvaller Kennet Andersson (IFK Göteborg). Zweden won dat duel met 2-0 door treffers van Stefan Rehn en Klas Ingesson. Hij nam met zijn vaderland deel aan het WK voetbal 1990 en het EK voetbal 1992 in eigen land.
| Interlanddoelpunten | Interlanddoelpunten | Interlanddoelpunten | Interlanddoelpunten  | Interlanddoelpunten | Interlanddoelpunten | Interlanddoelpunten | Interlanddoelpunten |
| #                   | Datum               | Locatie             | Wedstrijd            | Goal(s)             | Score               | Uitslag             | Wedstrijd           |
| ------------------- | ------------------- | ------------------- | -------------------- | ------------------- | ------------------- | ------------------- | ------------------- |
| 1                   | 09/10/1991          | Bern                | Zwitserland – Zweden | 89'                 | 3 – 1               | 3 – 1               | Oefenduel           |
| 2                   | 10/06/1992          | Stockholm           | Zweden – Frankrijk   | 25'                 | 1 – 0               | 1 – 1               | EK-eindronde        |
| 3                   | 17/06/1992          | Stockholm           | Zweden – Engeland    | 52'                 | 1 – 1               | 2 – 1               | EK-eindronde        |
| 4                   | 19/05/1993          | Stockholm           | Zweden – Oostenrijk  | 50'                 | 1 – 0               | 1 – 0               | WK-kwalificatie     |